# Joc murdar
Joc murdar (titlu original: Play Dirty) este un film britanic din 1969 regizat de Andre De Toth. Rolurile principale au fost interpretate de actorii  Michael Caine, Nigel Davenport și Nigel Green.

## Prezentare
Cpt. Douglas, un inginer de la British Petroleum (Michael Caine), este desemnat să lucreze pentru armata britanică în Africa de Nord supravegând  combustibilii care intră în porturi. Această sarcină îi dă rangul oficial de căpitan al armatei britanice. Colonelul Masters (Nigel Green) care se ocupă de o unitate de foști pușcăriași află că trebuie să găsească un ofițer britanic care să-i însoțească pe oamenii săi într-o misiune periculoasă de 400 mile în spatele liniilor germane și care să se priceapă la petrol. Cpt. Douglas îi spune că contractul său prevede doar să lucreze cu taxele portuare, dar Comandantul Brigăzii (Harry Andrews) îi arată că uniforma de pe el nu este a British Petroleum ci a armatei britanice, așadar trebuie să execute ordinele primite. Adevăratul conducător al foștilor pușcăriași este Cpt. Cyril Leech (Nigel Davenport), un fost deținut care nu are nevoie sau nu vrea ca un ofițer britanic să-l însoțească în misiune, dar reușește să obțină un bonus de 2.000 de lire sterline dacă îl aduce înapoi în viață. Deghizați în uniforme italiene, cu ajutorul a trei camionete militare, aceștia se înfiltrează în spatele liniilor germano-italiene, în teritoriul controlat de Rommel.

## Distribuție
- Michael Caine este Cpt. Douglas – Inginer British Petroleum
- Nigel Davenport este Cpt.  Cyril Leech – acesta a stat la închisoare 15 ani pentru scufundarea vaporului pe care era căpitan pentru a încasa banii de asigurare
- Nigel Green este Colonelul Masters
Vag bazat pe Vladimir 'Popski' Peniakoff
- Harry Andrews ca Brigadier Blore
- Patrick Jordan ca Maior Alan Watkins – Gărzile comando
- Daniel Pilon este Cpt. Attwood – aghiotantul lui Blore
- Bernard Archard este Colonel Homerton
- Aly Ben Ayed ca Sadok
- Enrique Avila este Kafkarides – care a fost la închisoare pentru contrabandă cu arme și explozibili în Egipt
- Takis Emmanuel este Kostas Manou
- Scott Miller ca Boudesh
- Mohsen Ben Abdallah ca Hassan
- Mohamed Kouka ca Assine
- Vivian Pickles ca Soră medicală de naționalitate germană

## Producție
Denumit inițial Written in the Sand, în film  a jucat la început Richard Harris - care a renunțat după patru zile din cauza unor schimbări ale scenariului care micșorau mărimea rolului său și din cauza unei lipse de entuziasm pentru co-vedeta peliculei Michael Caine. După ce Nigel Davenport l-a înlocuit pe Harris, primul regizor al filmului, René Clément, a demisionat și producătorul executiv  André de Toth a preluat regia filmului.
Filmările au avut loc lângă Tabernas în Almería, Spania.